# Ligaria clara
Ligaria clara är en bönsyrseart som beskrevs av Jean Guillaume Audinet Serville 1839. Ligaria clara ingår i släktet Ligaria och familjen Mantidae. Inga underarter finns listade i Catalogue of Life.